# Tipularia japonica
Tipularia japonica là một loài thực vật có hoa trong họ Lan. Loài này được Matsum. miêu tả khoa học đầu tiên năm 1901.